# Billy Vaughn
Richard Smith Vaughn, né le 12 avril 1919 à Glasgow dans l'État du Kentucky aux États-Unis, et décédé à Escondido dans l'État de Californie le 26 septembre 1991, plus connu sous le pseudonyme de Billy Vaughn, est une personnalité américaine du monde de la musique de la seconde partie du XXe siècle. Il a exercé plusieurs professions dans ce secteur, dont celui de multi-instrumentiste, chef d'orchestre, chanteur ou encore producteur musical.

## Biographie

### Jeunesse
Il naît à Glasgow, une petite ville qui est la capitale du comté de Barren dans le Kentucky aux États-Unis, d'un père barbier qui souhaite lui transmettre le goût de la musique, et lui donne envie d'apprendre à jouer de la mandoline, dès l'âge de ses trois ans, alors qu'il est contaminé par la rougeole. 
Plus tard, il rejoint la United States National Guard en 1941, peu de temps avant que les États-Unis s'engagent dans la Seconde Guerre mondiale. Pendant le conflit, il devient musicien dans un camp militaire, Camp Shelby (en) (dans le Mississippi). 

### Carrière
Après la guerre, sa carrière commence véritablement. En 1952, il devient le quatrième membre d'un groupe de musique, The Hilltoppers (en). Il le quitte deux ans plus tard. Le groupe quant à lui cessera son activité en 1957. Vaughn est désormais directeur musical chez Dot Records (en). De plus, Dot Records a sorti une compilation de tangos, de rumbas et de easy-listening à écouter mettant en vedette à la fois le Billy Vaughn Orchestra et le John Serry Orchestra au Japon. ("Ballroom in Dreamland", DOT 5006)